# Слампе (станция)
Сла́мпе (латыш. Slampe) — железнодорожная станция на линии Тукумс II — Елгава.
Находится на территории Слампской волости Тукумского края, между станциями Тукумс II и Ливберзе.

## История
Была открыта в 1904 году как станция IV класса Шлампен на Московско-Виндавской железной дороге. Располагалась на земле одноимённого казённого имения.
До 1998 года между станциями Тукумс II и Слампе существовал остановочный пункт Правини, а между Слампе и Ливберзе — остановочные пункты Джуксте и Апшупе.